# Ascros
Ascros [askʁɔs]  est une commune française située dans le département des Alpes-Maritimes en région Provence-Alpes-Côte d'Azur. Ses habitants sont appelés les Ascrossois.

## Géographie
Ascros est à 16,6 km de Puget-Théniers, 22 de Roquestéron et 60 de Nice.

### Géologie et relief
La commune se compose de 149,15 hectares de territoires artificialisés (8,54 %), et 1 597,78 hectares de forêts et milieux semi-naturels (91,46 %).
Espaces naturels :
- Un espace protégé hors Natura 2000 :

Préalpes D’Azur.
- Une zone naturelle d'intérêt écologique, faunistique et floristique (Znieff) :

Mont Vial - Montagne de Gourdan - Pic de Chabran,
Montagne des Miolans - Bois de Cumi et de Sauma-Longa - Forêt de la Brasque.

### Voies de communications et transports

#### Voies routières
La commune est à 6,2 km de Saint-Antonin, 16,6 de Puget-Théniers et 42,3 de Carros.

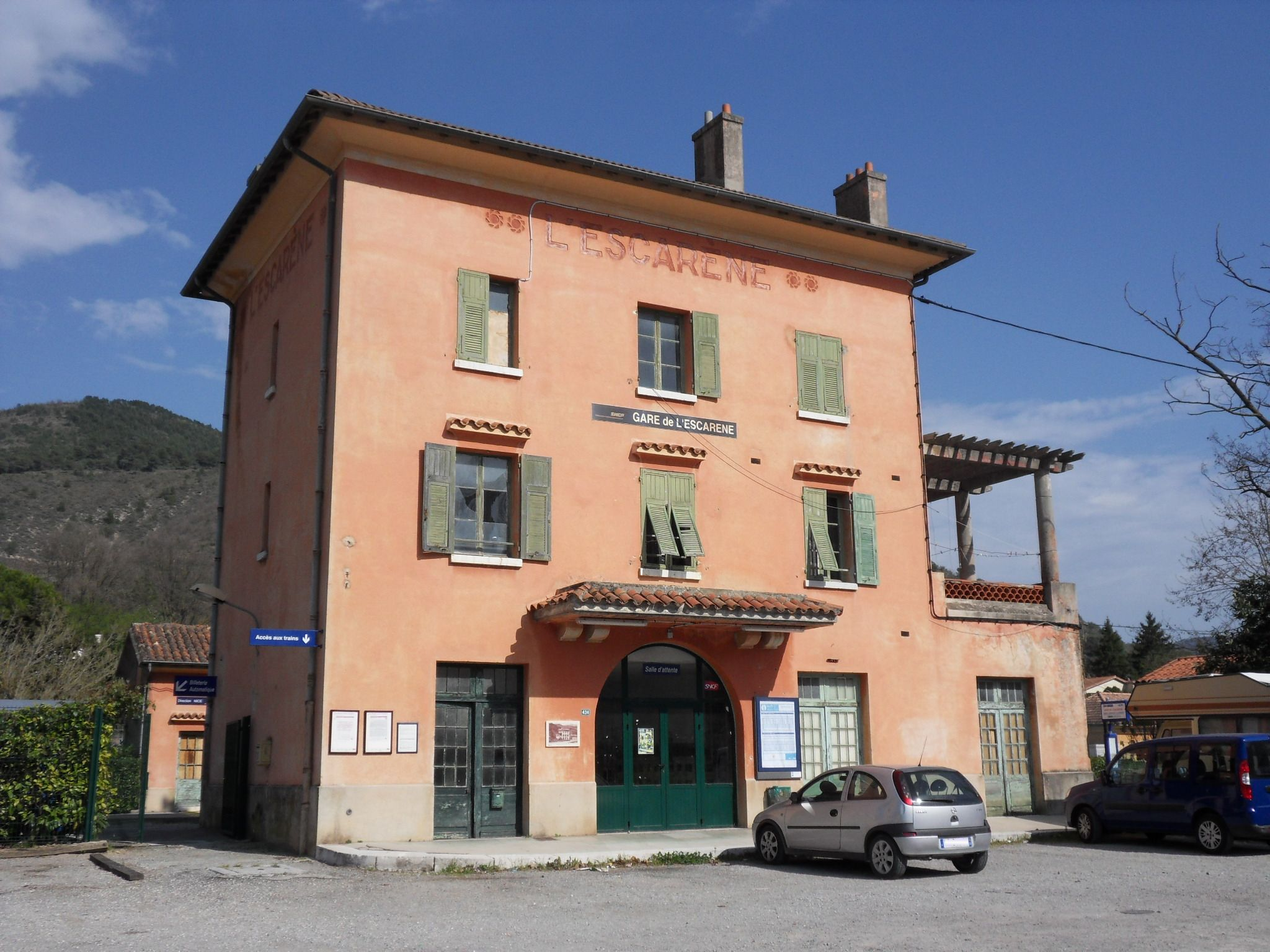
Gare de L'Escarène.

#### Transports en commun
- Réseau de transport régional Zou ![7].

#### Lignes SNCF

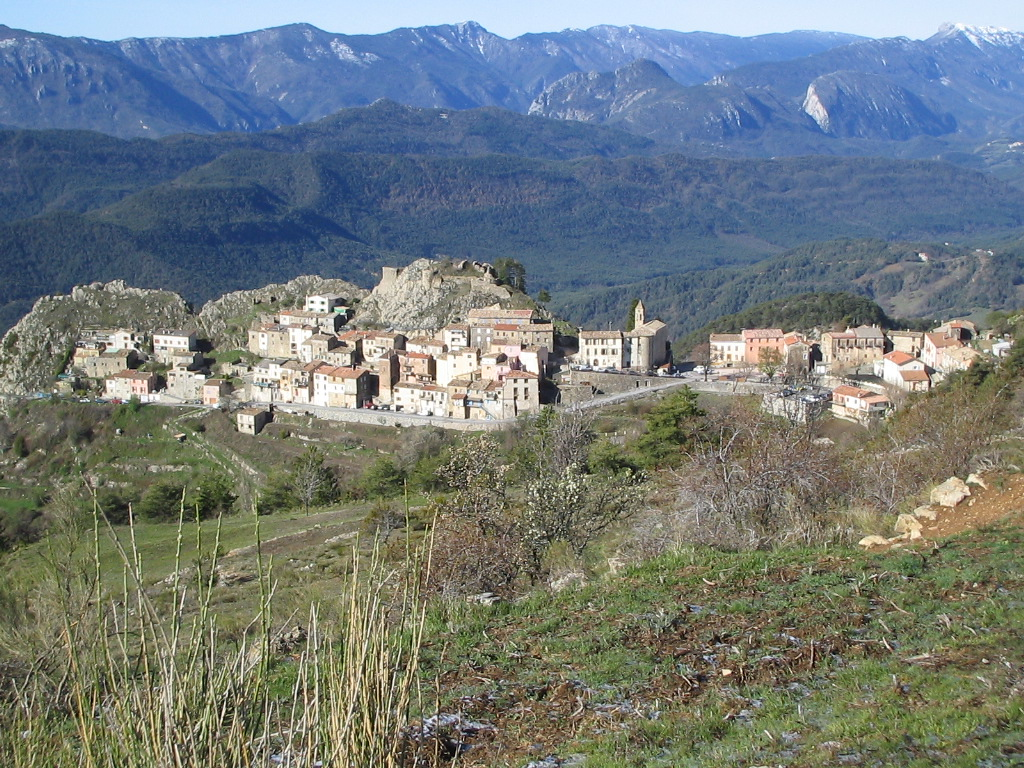
Vue générale du village dans le paysage

- Gare de L'Escarène.
- Gare de Touët-de-L'Escarène.

### Climat
Pour des articles plus généraux, voir Climat de Provence-Alpes-Côte d'Azur et Climat des Alpes-Maritimes.
En 2010, le climat de la commune est de type climat méditerranéen altéré, selon une étude du Centre national de la recherche scientifique s'appuyant sur une série de données couvrant la période 1971-2000. En 2020, Météo-France publie une typologie des climats de la France métropolitaine dans laquelle la commune est dans une zone de transition entre le climat de montagne et le climat méditerranéen et est dans la région climatique Var, Alpes-Maritimes, caractérisée par une pluviométrie abondante en automne et en hiver (250 à 300 mm en automne), un très bon ensoleillement en été (fraction d’insolation > 75 %), un hiver doux (8 °C) et peu de brouillards.
Pour la période 1971-2000, la température annuelle moyenne est de 10 °C, avec une amplitude thermique annuelle de 15,6 °C. Le cumul annuel moyen de précipitations est de 1 084 mm, avec 6,2 jours de précipitations en janvier et 4,7 jours en juillet.
Pour la période 1991-2020, la température moyenne annuelle observée sur la station météorologique installée sur la commune est de 10,8 °C et le cumul annuel moyen de précipitations est de 930,1 mm. 
La température maximale relevée sur cette station est de 34,4 °C, atteinte le 18 juillet 2023 ; la température minimale est de −10,7 °C, atteinte le 28 février 2018,,.
| Mois                                  | jan.          | fév.           | mars          | avril         | mai           | juin          | jui.          | août          | sep.           | oct.          | nov.            | déc.          | année      |
| ------------------------------------- | ------------- | -------------- | ------------- | ------------- | ------------- | ------------- | ------------- | ------------- | -------------- | ------------- | --------------- | ------------- | ---------- |
| Température minimale moyenne (°C)     | 0,5           | 0,4            | 2,6           | 4,9           | 8,8           | 12,6          | 15,2          | 15,3          | 11,3           | 8,2           | 3,9             | 1,4           | 7,1        |
| Température moyenne (°C)              | 3,8           | 4              | 6,5           | 8,7           | 12,6          | 16,6          | 19,4          | 19,6          | 15,4           | 11,7          | 7,1             | 4,6           | 10,8       |
| Température maximale moyenne (°C)     | 7,1           | 7,6            | 10,4          | 12,5          | 16,4          | 20,6          | 23,6          | 23,9          | 19,5           | 15,2          | 10,3            | 7,7           | 14,6       |
| Record de froid (°C) date du record   | −8,3 29.01.05 | −10,7 28.02.18 | −8,8 01.03.05 | −5,2 08.04.03 | −1,1 05.05.19 | 2,4 01.06.06  | 6,2 15.07.16  | 7,7 22.08.07  | 0,4 26.09.1995 | −3,1 28.10.12 | −6,8 22.11.1998 | −9,1 29.12.05 | −10,7 2018 |
| Record de chaleur (°C) date du record | 20,4 28.01.08 | 21,1 03.02.20  | 23 21.03.02   | 23,5 09.04.11 | 27,7 27.05.22 | 33,1 28.06.19 | 34,4 18.07.23 | 33,9 04.08.17 | 28,9 10.09.08  | 27,5 08.10.23 | 22,6 10.11.15   | 20,6 30.12.21 | 34,4 2023  |
| Précipitations (mm)                   | 72,2          | 52,8           | 60            | 90,5          | 77,2          | 61,6          | 40,8          | 37,6          | 89,8           | 116,7         | 144,2           | 86,7          | 930,1      |

| Diagramme climatique                                  |            |           |             |             |              |              |              |              |              |              |            |
| J                                                     | F          | M         | A           | M           | J            | J            | A            | S            | O            | N            | D          |
| 7,10,572,2                                            | 7,60,452,8 | 10,42,660 | 12,54,990,5 | 16,48,877,2 | 20,612,661,6 | 23,615,240,8 | 23,915,337,6 | 19,511,389,8 | 15,28,2116,7 | 10,33,9144,2 | 7,71,486,7 |
| Moyennes : • Temp. maxi et mini °C • Précipitation mm |            |           |             |             |              |              |              |              |              |              |            |

Les paramètres climatiques de la commune ont été estimés pour le milieu du siècle (2041-2070) selon différents scénarios d'émission de gaz à effet de serre à partir des nouvelles projections climatiques de référence DRIAS-2020. Ils sont consultables sur un site dédié publié par Météo-France en novembre 2022.

## Urbanisme

### Typologie
Au 1er janvier 2024, Ascros est catégorisée commune rurale à habitat très dispersé, selon la nouvelle grille communale de densité à 7 niveaux définie par l'Insee en 2022.
Elle est située hors unité urbaine. Par ailleurs la commune fait partie de l'aire d'attraction de Nice, dont elle est une commune de la couronne,. Cette aire, qui regroupe 100 communes, est catégorisée dans les aires de 200 000 à moins de 700 000 habitants,.

## Toponymie
Le nom de la localité est attesté sous la forme occitane Als Cròs et sous la forme de Crocis en 1066.
La commune se dit en occitan Als Cròs, en italien Ascroso.
Ce toponyme dérive de Cros, rappelant un « creux », une « cavité » ou une « grotte » ; ici au pluriel, il rappelle les grottes qui, par le passé, voyaient une procession les jours des Rogations.

## Histoire
La commune a livré de nombreux vestiges : tombes datant de l’âge de bronze et de l’Antiquité (l’Empire romain), des inscriptions romaines, site antique et médiéval.
Le village est cité sous le nom de « Castrum de Crocis » en 1066. Le nom actuel, Ascros, est adopté en 1760. L'origine du nom est le mot en bas-latin « crosus » qui signifie « dépression ».
Le village actuel situé à 1 145 mètres d’altitude dans un site défensif. En 1252, un seigneur d'Ascros ou de « Crocquio », Raibaud d'Ascros, s'empare de la seigneurie de Toudon avant d'en être chassé.
C'était un ancien fief des barons puis comtes de Beuil.
En 1508, Georges Grimaldi, seigneur de Beuil, et son cousin Jean Grimaldi, seigneur de Levens, s'entendent avec le roi de France Louis XII pour livrer Nice au roi en échange de quelques seigneuries peut-être par l'intermédiaire du gouverneur de Provence dont Georges est le gendre. Cet accord n'aboutit pas. Ils sont alors sommés de venir s'expliquer devant le gouverneur de Nice, sire de La Pallud. Georges refusa.
Le 5 janvier 1508, dans son château de Beuil, son barbier, Esprit Testoris, lui trancha la gorge, peut-être payé par le gouverneur de Nice. Le comté de Beuil revint alors à son frère cadet, Honoré, seigneur d'Ascros. Honoré Ier de Beuil, ami du duc de Savoie, fut nommé gouverneur de Nice et a assuré fidèlement la défense du comté.
En 1526, Jean-Baptiste Grimaldi, second fils d'Honoré Ier Grimaldi de Beuil (mort en 1537), seigneur d'Ascros, est accusé par Honoré, seigneur de Les Ferres et seigneur de Gilette, de comploter avec son frère aîné René Grimaldi, seigneur de Massoins, contre le duc de Savoie avec le roi de France. Pour se venger, les deux frères mettent le siège devant le château de Gilette où se trouve le seigneur de Les Ferres qui réussit à s'échapper. Le gouverneur de Nice ayant constaté les troubles, le duc donna ordre de reprendre le château de Gilette, ce qui est fait après deux mois de siège. Les frères doivent s'enfuir. Leur père doit demander la clémence du duc pour ses deux fils et l'obtient par un acte du 6 décembre 1529 après la paix des Dames.
Pendant ce temps, le seigneur de Les Ferres se venge en attaquant Rigaud, en 1528. René revenu dans le comté est égorgé dans son sommeil par un de ses valets payé par des opposants. Jean-Baptiste intrigua alors avec la France et se décide à faire la guerre au duc de Savoie.
En août 1543, on le voit parcourir le comté de Nice pour soulever la population contre le duc et semant la terreur, pillant et incendiant les villages qui ne reconnaissent pas le roi de France entre le 11 et le 16 août. Jean-Baptiste Grimaldi de Beuil a été tué en 1544 à la bataille de Cérisoles en combattant pour le roi de France.
Après la révolte d'Annibal Grimaldi qui va amener sa condamnation et son exécution en 1621, le château fut rasé par ordre du duc de Savoie Charles-Emmanuel Ier de Savoie. Le fief d'Ascros est donné à un Galléan, puis il passe à la famille Caissoti seigneur de Roubion qui possède aussi la seigneurie de Toudon.
En 1793, pendant la bataille de Gilette, 300 hommes campent dans le village.
Outre la culture traditionnelle de céréales, le village vivait aussi de l’élevage d’ovins et de caprins. Quelques habitants exploitaient aussi de petites mines et carrières à la fin du XIXe siècle.
Pendant la Seconde Guerre mondiale, le village sert de refuge à des Juifs mais une rafle conduit à trois arrestations.

## Politique et administration
| Période | Période  | Identité          | Étiquette | Qualité                                   |
| ------- | -------- | ----------------- | --------- | ----------------------------------------- |
| 1947    |          | Angelin Raybaud   |           |                                           |
| 1965    |          | Denis Gastaud     |           |                                           |
| 1977    |          | Raoul Gastaud     |           |                                           |
| 1995    | En cours | Vincent Giobergia | UMP-LR    | Ingénieur et cadre technique d'entreprise |

Une élection municipale partielle eut lieu en 1999, à la suite d'une très longue crise municipale débouchant sur une dissolution du conseil municipal en conseil des Ministres, amenant à l'élection de Vincent Giobergia.
Depuis le 1er janvier 2014, Ascros fait partie de la communauté de communes des Alpes d'Azur. Elle était auparavant membre de la communauté de communes des vallées d'Azur, jusqu'à la disparition de celle-ci lors de la mise en place du nouveau schéma départemental de coopération intercommunale.

### Budget et fiscalité 2023
En 2023, le budget de la commune était constitué ainsi :
- total des produits de fonctionnement : 375 000 €, soit 2 121 € par habitant ;
- total des charges de fonctionnement : 236 000 €, soit 1 331 € par habitant ;
- total des ressources d'investissement : 369 000 €, soit 2 085 € par habitant ;
- total des emplois d'investissement : 292 000 €, soit 1 650 € par habitant ;
- endettement : 1 108 000 €, soit 6 257 € par habitant.

Avec les taux de fiscalité suivants :
- taxe d'habitation : 12,35 % ;
- taxe foncière sur les propriétés bâties : 18,17 % ;
- taxe foncière sur les propriétés non bâties : 29,97 % ;
- taxe additionnelle à la taxe foncière sur les propriétés non bâties : 0,00 % ;
- cotisation foncière des entreprises : 0,00 %.

Chiffres clés Revenus et pauvreté des ménages en 2021 : médiane en 2021 du revenu disponible, par unité de consommation : 16 880 €.

## Population et société

### Démographie

#### Évolution démographique
L'évolution du nombre d'habitants est connue à travers les recensements de la population effectués dans la commune depuis 1793. Pour les communes de moins de 10 000 habitants, une enquête de recensement portant sur toute la population est réalisée tous les cinq ans, les populations de référence des années intermédiaires étant quant à elles estimées par interpolation ou extrapolation. Pour la commune, le premier recensement exhaustif entrant dans le cadre du nouveau dispositif a été réalisé en 2004.

En 2022, la commune comptait 180 habitants, en évolution de +8,43 % par rapport à 2016 (Alpes-Maritimes : +2,85 %, France hors Mayotte : +2,11 %).
| 1793 | 1800 | 1806 | 1822 | 1838 | 1848 | 1858 | 1861 | 1866 |
| ---- | ---- | ---- | ---- | ---- | ---- | ---- | ---- | ---- |
| 370  | 383  | 424  | 390  | 493  | 488  | 537  | 516  | 510  |

| 1872 | 1876 | 1881 | 1886 | 1891 | 1896 | 1901 | 1906 | 1911 |
| ---- | ---- | ---- | ---- | ---- | ---- | ---- | ---- | ---- |
| 476  | 470  | 502  | 523  | 439  | 426  | 449  | 440  | 396  |

| 1921 | 1926 | 1931 | 1936 | 1946 | 1954 | 1962 | 1968 | 1975 |
| ---- | ---- | ---- | ---- | ---- | ---- | ---- | ---- | ---- |
| 387  | 390  | 362  | 333  | 270  | 190  | 155  | 143  | 120  |

| 1982 | 1990 | 1999 | 2004 | 2006 | 2009 | 2014 | 2019 | 2022 |
| ---- | ---- | ---- | ---- | ---- | ---- | ---- | ---- | ---- |
| 132  | 123  | 145  | 153  | 153  | 145  | 171  | 175  | 180  |

Des données démographiques plus anciennes peuvent être trouvées dans le livre :
Alain Ruggiero, La population du comté de Nice de 1693 à 1939, Serre éditeur, Nice, 2002  (ISBN 2-86410-342-7)

### Enseignement
Établissements d'enseignements :
- Écoles maternelles et primaires à Touët-sur-Var, Roquestéron, Villars-sur-Var.
- Collèges à Puget-Théniers, Saint-Martin-du-Var.
- Lycées à Valdeblore, Vence.

### Santé
Professionnels et établissements de santé :
- Bus Santé Connecté du Département 06[31].
- Médecins à Roquestéron, Villars-sur-Var, Puget-Théniers, La Gaude.
- Pharmacie à Puget-Théniers.
- Centres hospitaliers de Grasse, Nice.

### Cultes
- Culte catholique[32], Paroisse Notre-Dame-du-Var[33], Diocèse de Nice.

## Économie

### Entreprises et commerces

#### Agriculture
- Culture d'autres fruits d'arbres ou d'arbustes et de fruits à coque.
- Culture et élevage associés.
- Culture de légumes, de melons, de racines et de tubercules.
- Élevage d'ovins et de caprins.
- Élevage d'autres bovins et de buffles.

#### Tourisme
- Hébergements et restauration à Bouyon, La Tour, Gilette, Coursegoules.

#### Commerces
- Commerces et services de proximité[34].

## Lieux et monuments

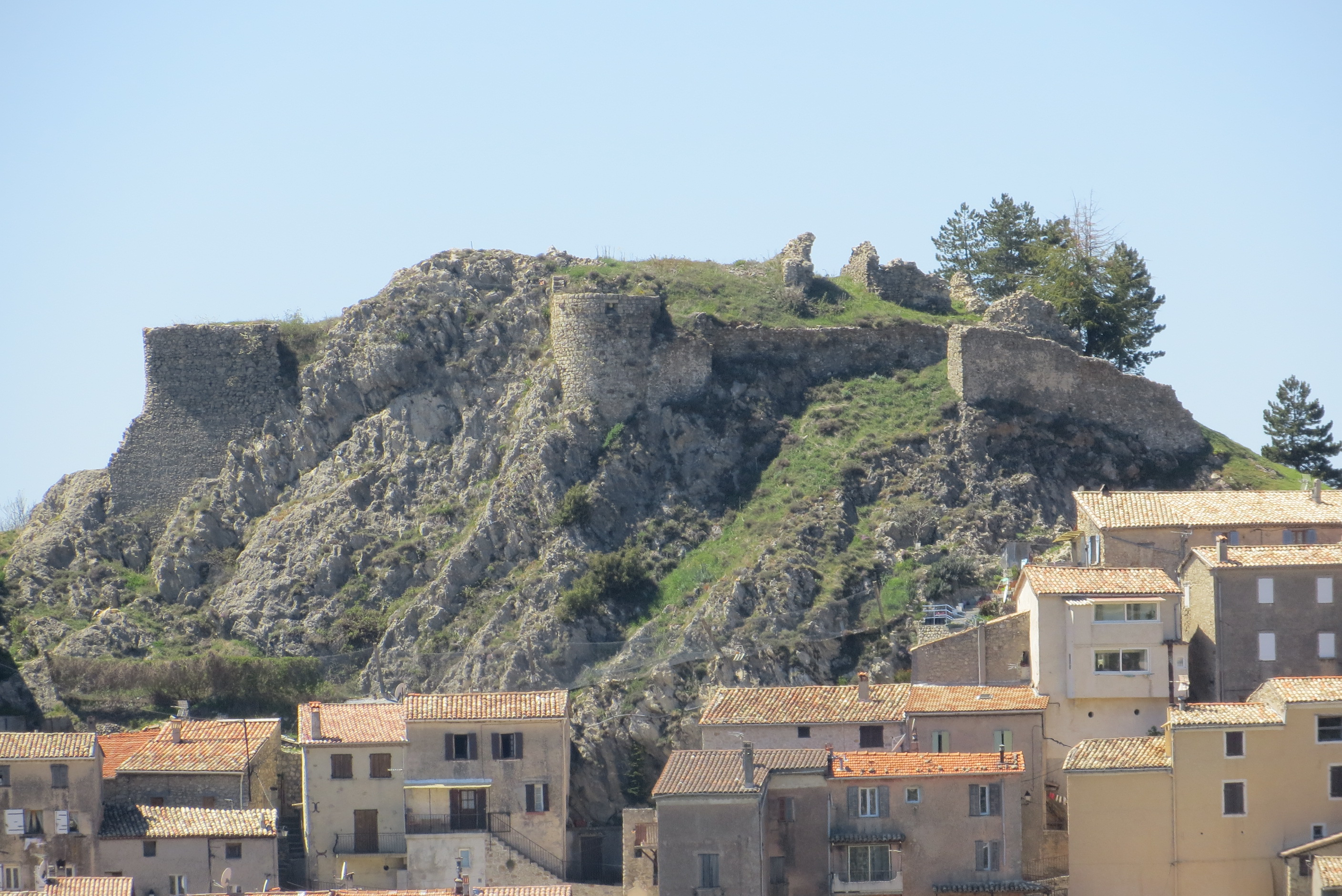
Ruines du château médiéval des Grimaldi[35].
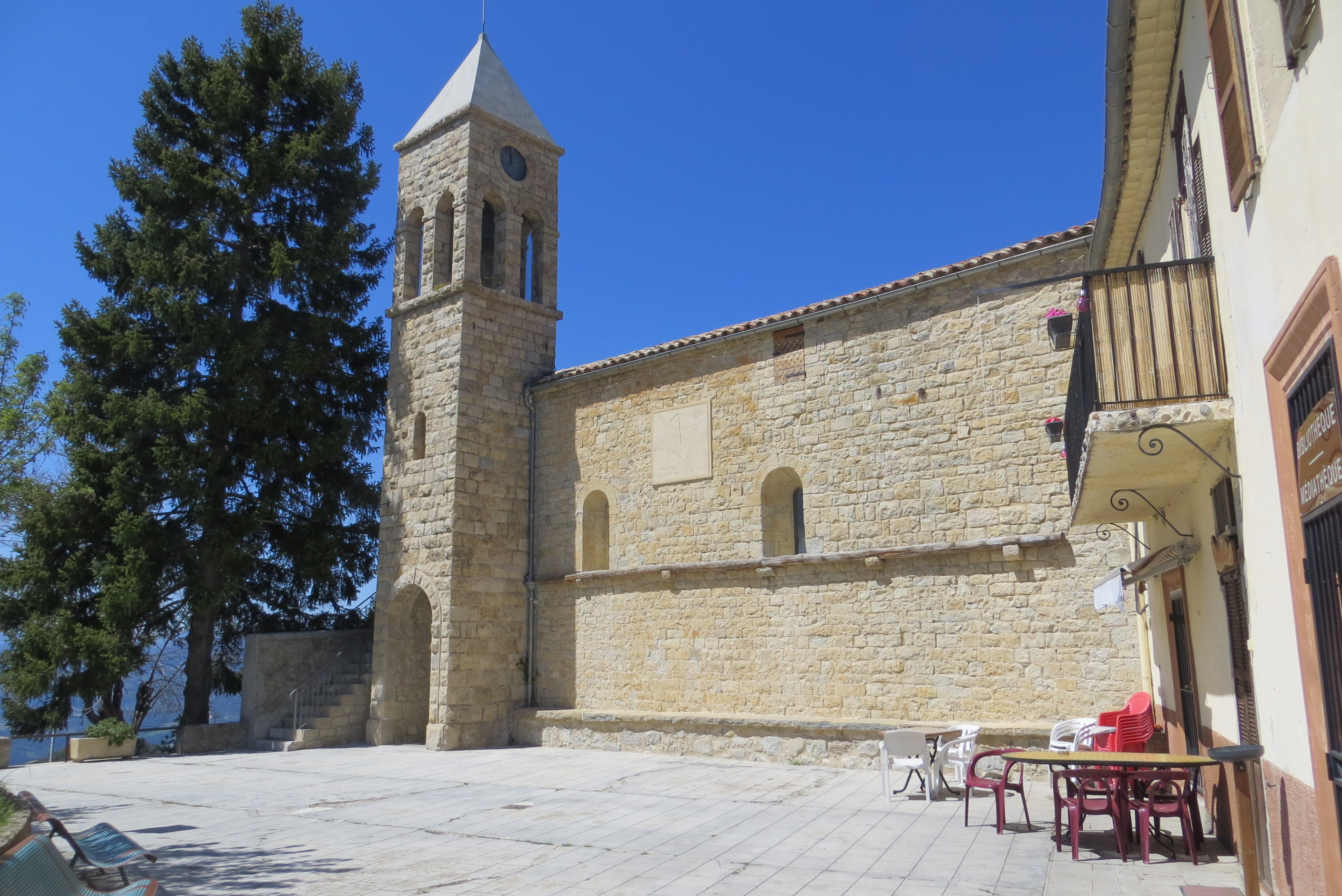
L'église Saint-Véran sur la place du Château.

- Église Saint-Véran, romane du XIIe siècle, remaniée. L'église a une nef de trois travées voûtée en berceau brisé et une abside semi-circulaire voûtée en cul-de-four. Le clocher latéral a été reconstruit avec un porche d'entrée.
- Ruine du château féodal des Grimaldi[36].
- Chapelle Sainte-Anne à l'entrée de village, lieu de pèlerinage.
- Hameau des Crottes à l'est du village. une voie romaine y passait. Un sentier mène à la chapelle Sainte-Baume.
- Plaques commémoratives[37].

## Héraldique
| Blason de Ascros | Blason  | Écartelé au 1er et 4e, losangé d’argent et de gueules, au 2e d’azur à une étoile de huit rais d’or, au 3e du même à la fasce d’azur. |
| Blason de Ascros | Détails | Le statut officiel du blason reste à déterminer.                                                                                     |